# سرطان بري
السرطان البري (بالإنجليزية: Land Crab)‏ هو الاسم الشائع الذي يطلق على أي حيوان قشري عشر قدمي ينتمي لعائلة السرطانات البرية "Gecarcinidae". السرطانات البرية تعد من السرطانات الحقيقية، وقد تكيفت للعيش في الأوساط البرية. كباقي السرطانات، للسرطانات البرية مجموعة من الخياشيم، ويتميز الدرع بتضخمه عند الأجزاء المغطية للخياشيم، نظراً لاحتوائه على أوعية دموية، حيث تقوم هذه الأعضاء على سحب الأكسجين من الهواء الجوي، ليكون بذلك نظيراً للرئات في الفقاريات. تعيش الحيوانات البالغة على البر، فيما عدا فترات التزاوج، حيث أنها تتزاوج في البحر، ومن ثم تتكون اليرقات. تتغذى السرطانات البرية على الحيوانات والنباتات، وقد تحدث ضرراً بالغاً للمحاصيل الزراعية.